# Biserica de lemn din Cidreag

Şcoala românească şi biserica de lemn din Cidreag, judeţul Satu Mare

Biserica de lemn din Cidreag, aflată în localitata omonimă din comuna Porumbești, județul Satu Mare a existat până la începutul secolului XX când a fost înlocuită de noua biserică de zid. Folosită de comunitatea greco-catolică, biserica se afla în apropierea scolii.

## Istoric și trăsături
Monografia școlară a comitatului Ugocea, scrisă de Aczél László surprinde într-o fotografie, publicată în această lucrare, alături de scoala greco-catolică și biserica. Aflată în apropierea școlii biserica de lemn se remarca prin turnul clopotniță. Avea o galerie deschisă, ușor ieșită în afară. Coiful turnului, format din diferite forme de corpuri de rotație sub forma unor bulbi, poartă amprenta stilului baroc.
Noua biserică de zid, cu hramul "Înălțarea Domnului" a fost construită abia în anul 1907, astfel putem presupune că măcar până la acea dată biserica era folosită de comunitate pentru serviciul divin.
De la vechea biserică de lemn, comunitatea a păstrat iconostasul, acesta fiind mutat și adaptat pentru a putea fi folosit și în noua biserică de zid. În urma mutării în  noua biserică au fost înlocuite ușile diaconale precum și câteva icoane din iconostas: Cina cea de taină, Iisus ierarh, Crucificarea și icoanele proorocilor. Iconostasul vechi a fost pictat în prima parte a secolului XIX în stil baroc târziu iar ca model folosit de pictor se presupune a fi iconostasul catedralei din Ujgorod.